# Blériot XXI
Blériot XXI — моноплан, приводимый в движение ротативным двигателем Гном Gamma мощностью 52 кВт (70 л. с.), приводящим двухлопастной винт. Пилот и пассажир сидели в конфигурации тандем: контрольная колонка была установлена посередине, два набора педалей руля позволяли управлять с любого места. Прямоугольный фюзеляж неглубокой секции суживается к горизонтальному ножевому краю на хвосте, а удлинённый треугольный горизонтальный стабилизатор — посередине, его покрытие смешивается с поверхностью верхней и нижней фюзеляжа. На задней кромке был установлен полуэллиптический лифт, а над задним фюзеляжем был установлен треугольный сбалансированный руль. Боковое управление осуществлялось с помощью деформации крыла, причём провода приводили к единственной перевёрнутой каретке V-образной стойки над фюзеляжем и аналогичной стойке V ниже. Бензин хранился в трёх резервуарах: пара баков находилась под верхним настилом перед кокпитом, один под большим сиденьем под давлением.
Ходовая часть была вариантом хорошо зарекомендовавшего себя образца, используемого на Blériot XI, при этом колёса, установленные на продольном рычаге, свободно скользили вверх и вниз и подпрыгивали с помощью банджи-шнуров. В отличие от Blériot XI, основные вертикальные элементы заканчивались в перекладине ниже фюзеляжа, а не в одном, прикреплённом к верхним лонжеронам, а также были соединены двумя диагональными распорками с обеих сторон, передняя пара, ведущая к передней части верхние лонжероны и формируют переднюю часть обтекателя двигателя с рейкой. Хвост был сделан из двух U-образных кусков ротанговой трости.
Тип XXI был одним из двух проектов Блерио, введенных для Британского военного авиационного конкурса 1912 года.